# 宮城県司法書士会
宮城県司法書士会（みやぎけんしほうしょしかい）は、日本に50法人ある司法書士会のひとつである。

## 概要
日本に50法人ある司法書士会のひとつで森田みさが会長を務めている。現在、334名の司法書士が所属している。

## 支部
- 仙台中支部
- 仙台西支部
- 仙台東支部
- 仙南支部
- 石巻支部
- 古川支部
- 登米支部
- 気仙沼支部

## 面談による無料法律相談
- 宮城総合相談センター
- 石巻司法書士相談センター
- 大崎司法書士相談センター
- 山元司法書士相談センター
- 南三陸司法書士相談センター
- 女川司法書士相談センター

## 所在地
宮城県仙台市青葉区春日町8番1号